# Marco Zanotti (1974)
Marco Zanotti (Rovato, 21 januari 1974) is een Italiaanse wielrenner. Hij is vooral een sprinter, die in kleinere etappekoersen goed voor de dag komt.

## Belangrijkste overwinningen
1999
- Gran Premio della Liberazione

2000
- 4e etappe deel a Ronde van Denemarken
- 4e etappe Regio Tour

2001
- 5e etappe Catalaanse Week

2002
- 1e etappe Ronde van Trentino

2003
- 3e etappe Catalaanse wielerweek
- 2e etappe deel A Regio Tour

2004
- 3e etappe deel A Driedaagse van De Panne

2005
- 4e etappe Circuit Franco-Belge
- Eindklassement Circuit Franco-Belge

2006
- 1e etappe Ronde van de Algarve

## Resultaten in voornaamste wedstrijden
| Jaar | Ronde van Italië | Ronde van Frankrijk | Ronde van Spanje |
| ---- | ---------------- | ------------------- | ---------------- |
| 1997 |                  |                     | opgave           |
| 1998 | buiten tijd      |                     |                  |
| 2000 | 116e             |                     | opgave           |
| 2001 | 117e             |                     |                  |
| 2003 |                  |                     |                  |
| 2004 | 114e             |                     | opgave           |
| 2005 |                  |                     | 117e             |

| Jaar | Milaan-San Remo | Gent-Wevelgem | Ronde van Vlaanderen |  | Wereldranglijsten |
| ---- | --------------- | ------------- | -------------------- |  | ----------------- |
| 1997 |                 | 51e           |                      |  |                   |
| 1998 |                 |               |                      |  |                   |
| 2000 | 47e             |               |                      |  |                   |
| 2001 | 46e             |               |                      |  |                   |
| 2003 |                 | 15e           | 79e                  |  |                   |
| 2004 | 111e            |               |                      |  |                   |
| 2005 |                 | 59e           |                      |  | 178e (UPT)        |